# Хаварівський Володимир Васильович
Володимир Васильович Хаварівський (нар. 14 січня 1939 р. у с. Гумниська, Україна) — український тележурналіст.

## Життєпис
Володимир Хаварівський народився 14 січня 1939 року в селі Гумниськах,  нині Тернопільського району Тернопільської області.
Батько Хаварівський Василь Григорович, матір Сороцька Павліна Андріївна.
З 1952 - 1955 рр. навчався у Теребовлянській середній школі №1. [Архівовано 14 січня 2022 у Wayback Machine.]
З 1956 - 1959 рр. навчався у Чернівецькому житлово-комунальному технікумі за спеціальністю "техніка - геодезиста".

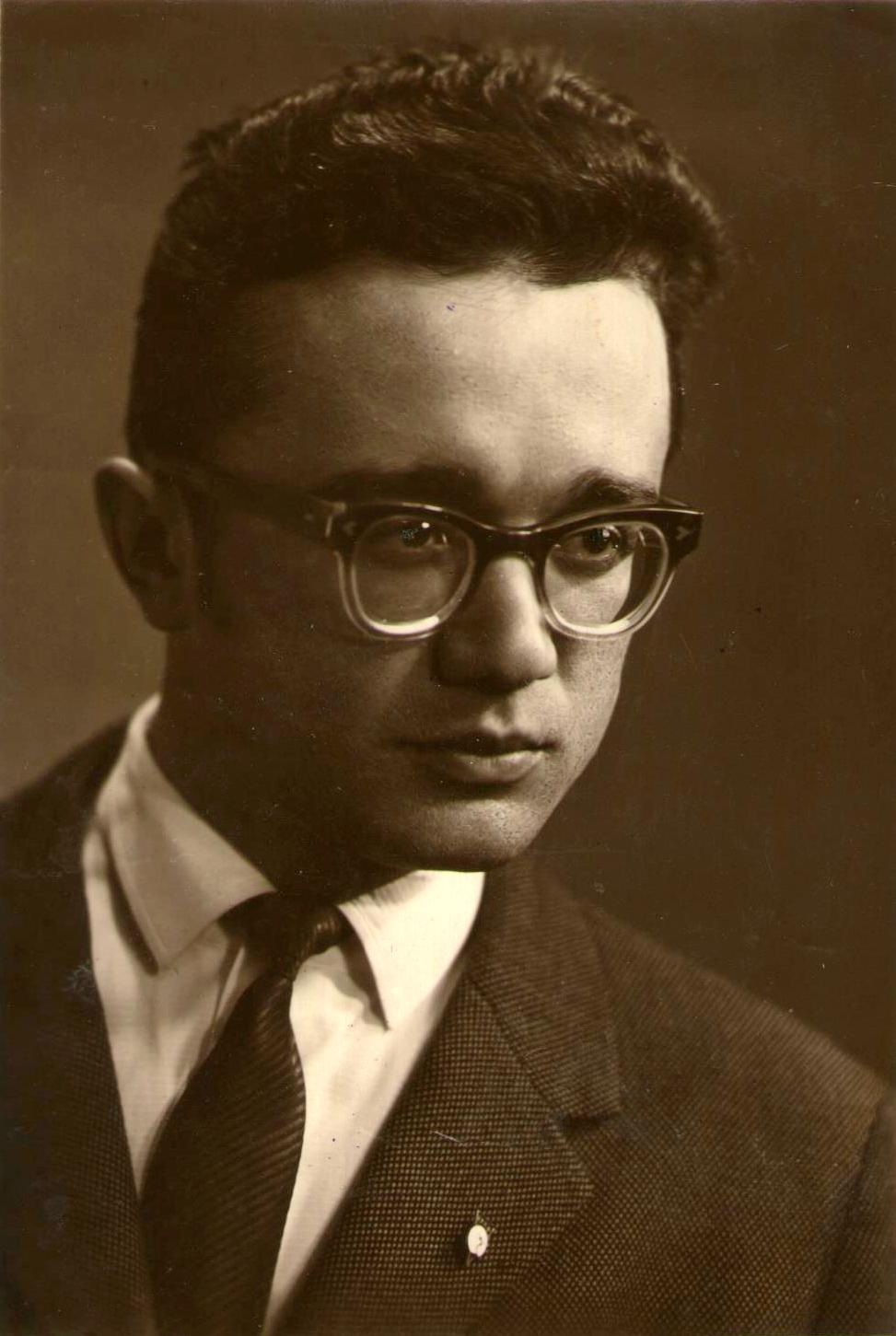

З 1963 - 1967 рр. навчався в Запорізькому державному педагогічному інституті [Архівовано 13 січня 2022 у Wayback Machine.] за спеціальністю " українська мова та література". (Диплом з відзнакою).
З 8 жовтня 1967 р. призначений на посаду вчителя української мови та літератури 5-8 класів Комсомольської восьмирічної школи Гусятинського району, Тернопільської області.
З 1980 р. прийнятий в Спілку журналістів України.
Працював у пресі. З 1995 р. — головний редактор телебачення Тернопільської обласної державної телерадіокомпанії.

Помер 17 лютого 2006 р., в м.Тернополі на 67 році життя від ішемічної хвороби серця. Похований на Підгородненському кладовищі.

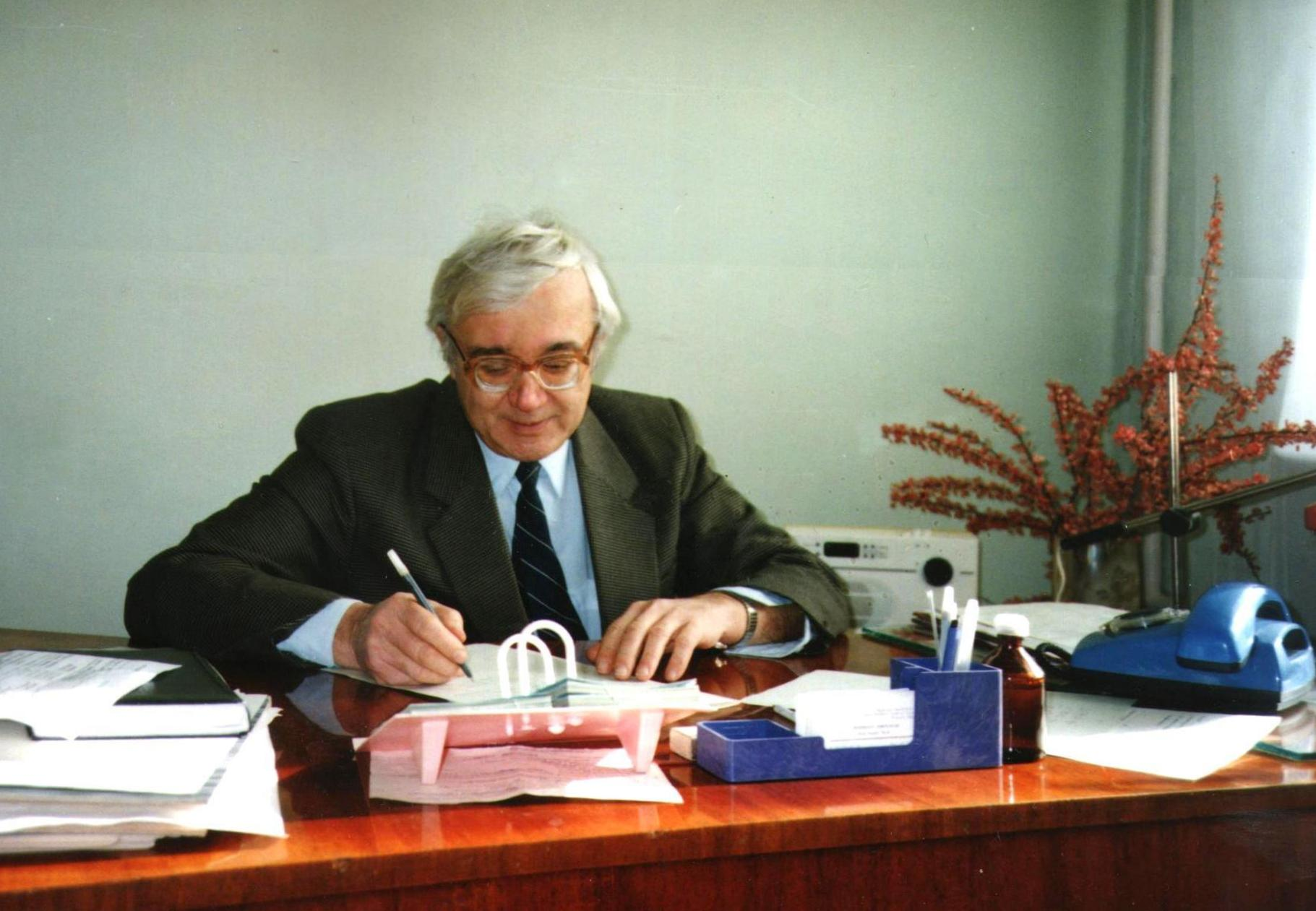

## Доробок
Автор ряду телефільмів і передач («Дорога страждань», «Галицька твердиня», «Обличчям до реформи» тощо).

## Джерела

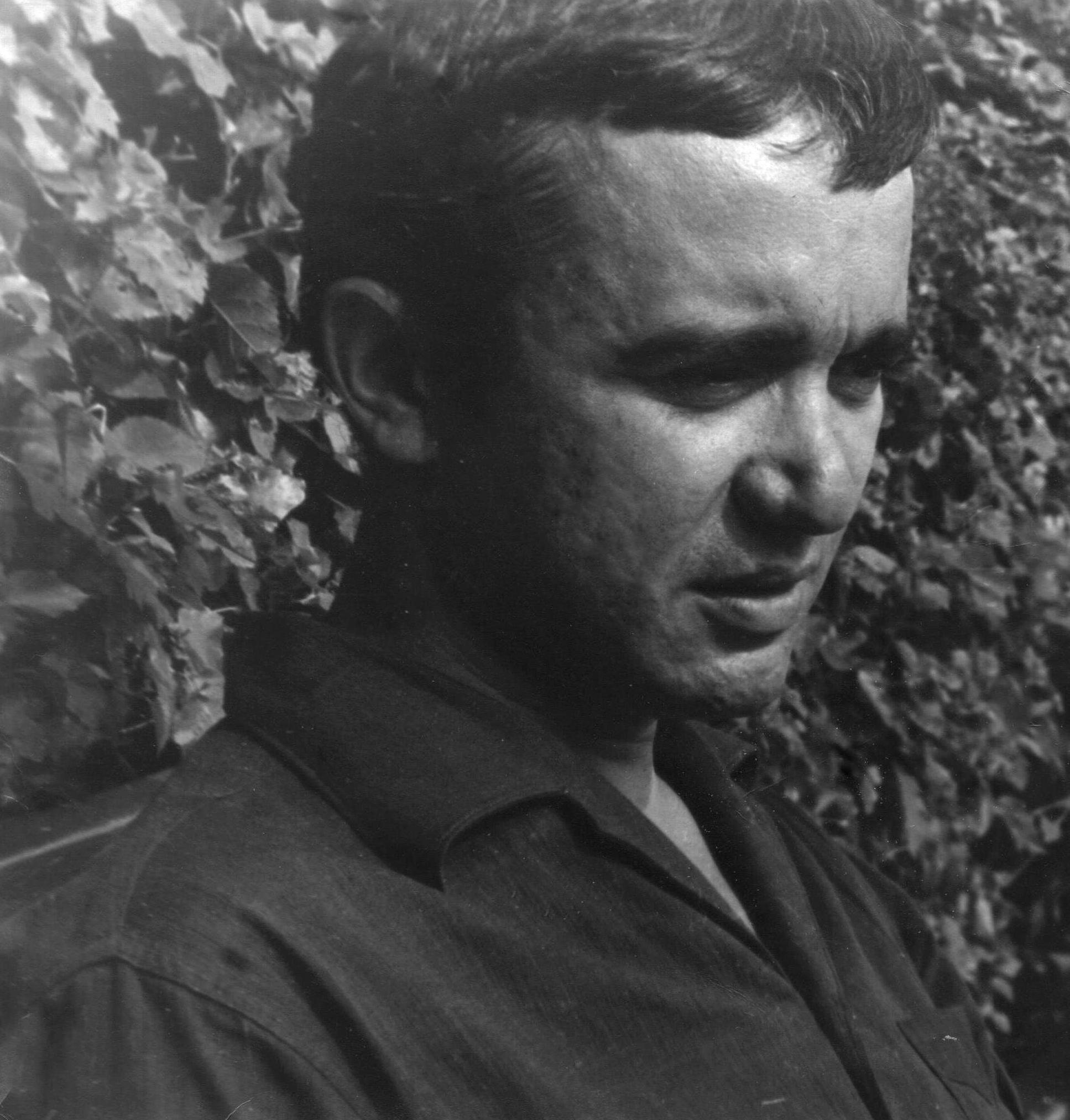

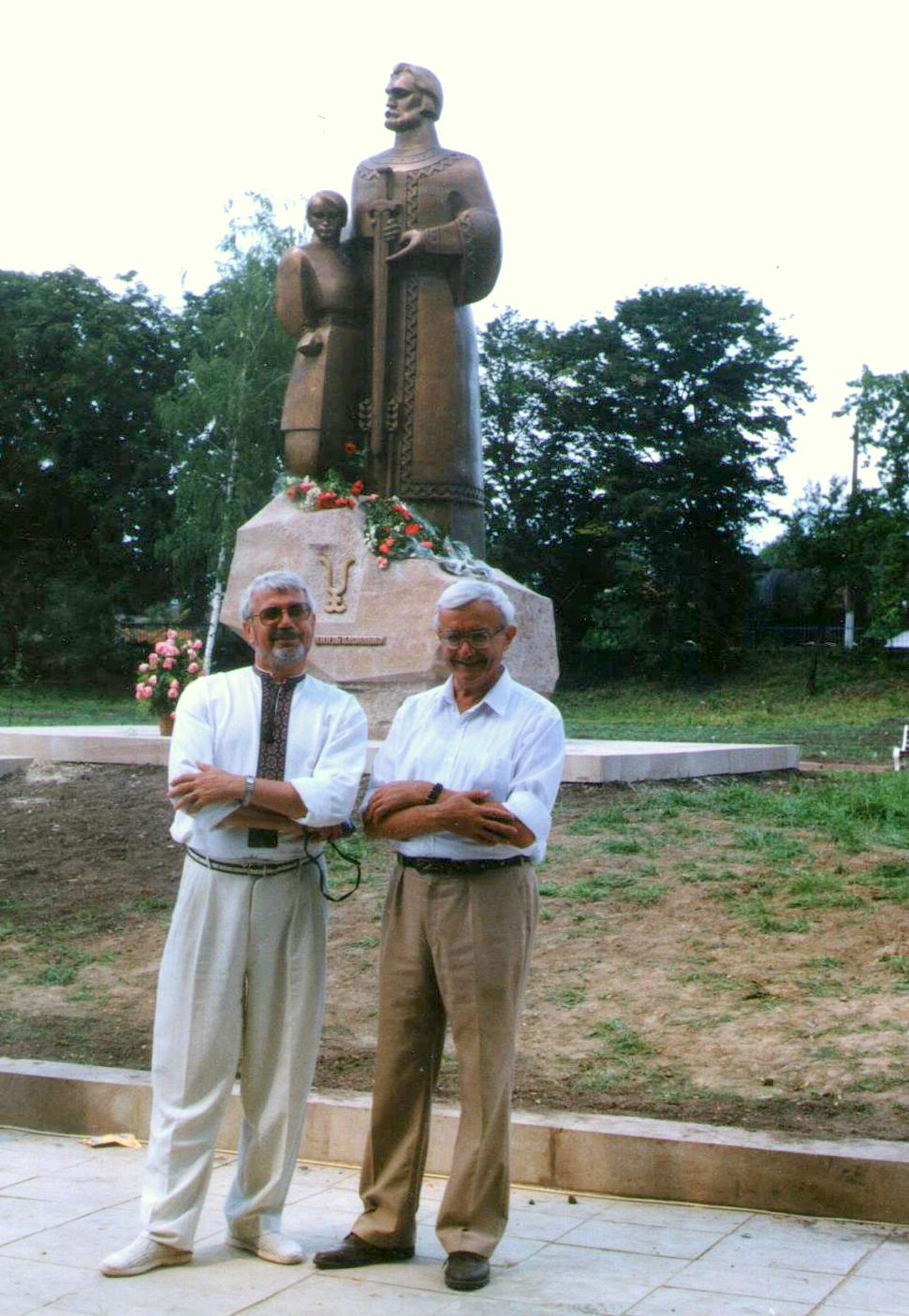